# Svarvtjärnsbergens naturreservat
Svarvtjärnsbergens naturreservat är ett naturreservat i Nordanstigs kommun i Gävleborgs län.
Området är naturskyddat sedan 1989 och är 35 hektar stort. Reservatet består av granskog och tall i de blockiga delarna. 